# Galeandra
Galeandra es un género con unas 38 especies de orquídeas de hábitos epífitas o de hábitos terrestres. Es originario de América tropical.

## Descripción
El género Galeandra tiene entre treinta y cuarenta especies, alrededor de la mitad de ellas presentes en Brasil, divididas en dos grupos muy diferentes.  Las especies son terrestres,  o epífitas, nativas de América tropical, con sólo una del sudeste de Asia.  Debido a que este género tiene un gran número de especies, sus hábitats son variados, en Brasil, prefiere campos secos y arenosos, pero también hay representantes de los pantanos y bosques abiertos.
Tienen pseudobulbos  cuando son epífitas, que pueden ser alargados o globulosos,  o tuberiformes y enterrados en la tierra, en estos casos, a menudo sin hojas.  Las hojas son lineales o lanceoladas, con gruesas nervaduras longitudinales.
La inflorescencia es terminal, racemosa, erecta o ligeramente hacia descendente, larga, generalmente con flores de  tamaños, colores y formas variables, a menudo vistosas.  El labelo de la flor se destaca mucho en los sépalos y pétalos, es sésil, simple o ligeramente lobulados, glabros o pubescentes, con espolón de diferentes formatos, a veces muy largos, otros cortos y de manera casi imperceptible.  La columna es corta, ligeramente arqueada y un poco alada. 

## Evolución, filogenia y taxonomía
Fue propuesto por John Lindley, publicado en Illustrations of Orchidaceous Plants sub pl. 8, en 1832. Se caracteriza por su especie tipo Galeandra baueri (Lindl.).

## Etimología
El nombre de este género (Gal.) es una palabra híbrida del latín galea, que significa "casco" y del griego: ἀνήρ, ἀνδρός (anêr, andros), que significa "hombre", una referencia a la aparición de la anteras de las flores de este tipo, como un casco.

## Especies deGaleandra
- Galeandra andamanensis  Rolfe (1895)
- Galeandra arundinis  Garay & G.A.Romero (2005)
- Galeandra badia  Garay & G.A.Romero (1998)
- Galeandra barbata  Lem. (1856)
- Galeandra batemanii  Rolfe (1892)
- Galeandra baueri  Lindl. (1830) - especie tipo -
- Galeandra beyrichii  Rchb.f. (1850)
- Galeandra bicarinata  G.A.Romero & P.M.Br. (2000)
- Galeandra biloba  Garay (1999)
- Galeandra camptoceras  Schltr. (1910)
- Galeandra carnevaliana  G.A.Romero & Warford (1995)
- Galeandra chapadensis  Campacci (2001)
- Galeandra claesii  Cogn. (1893)
- Galeandra curvifolia  Barb.Rodr. (1877)
- Galeandra devoniana  M.R.Schomb. ex Lindl. (1840)
- Galeandra dives  Rchb.f. & Warsz. (1854)
- Galeandra duidensis  Garay & G.A.Romero (1998)
- Galeandra graminoides  Barb.Rodr. (1877)
- Galeandra greenwoodiana  Warford (1994)
- Galeandra harveyana  Rchb.f. (1883)
- Galeandra huebneri  Schltr. (1925)
- Galeandra hysterantha  Barb.Rodr. (1877)
- Galeandra junceoides  Barb.Rodr. (1877)
- Galeandra lacustris  Barb.Rodr. (1877)
- Galeandra lagoensis  Rchb.f. & Warm. (1881)
- Galeandra leptoceras  Schltr. (1920)
- Galeandra levyae  Garay (1999)
- Galeandra macroplectra  G.A.Romero & Warford (1995)
- Galeandra magnicolumna  G.A.Romero & Warford (1995)
- Galeandra minax  Rchb.f. (1874)
- Galeandra multifoliata  W.Zimm. (1934)
- Galeandra nivalis  Mast. (1882)
- Galeandra paraguayensis  Cogn. (1903)
- Galeandra pilosocolumna  (C.Schweinf.) D.E.Benn. & Christenson (2001)
- Galeandra santarena  S.H.N.Monteiro & J.B.F.Silva (2002)
- Galeandra stangeana  Rchb.f. (1856)
- Galeandra styllomisantha  (Vell.) Hoehne (1952)
- Galeandra xerophila  Hoehne (1915)